# Барселиньюш
Барселиньюш (порт. Barcelinhos) — район (фрегезия) в Португалии, входит в округ Брага. Является составной частью муниципалитета Барселуш. Находится в составе крупной городской агломерации Большое Минью. По старому административному делению входил в провинцию Минью. Входит в экономико-статистический субрегион Каваду, который входит в Северный регион. Население составляет 1899 человек на 2001 год. Занимает площадь 2,56 км².